# Vương quốc Hồi giáo Dahlak
Vương quốc Hồi giáo Dahlak (tiếng Ả Rập: سلطنة دهلك, đã Latinh hoá: Salṭanat Dahlak) là một vương quốc nhỏ thời Trung Cổ bao gồm quần đảo Dahlak và một phần duyên hải Eritrea, được chứng thực lần đầu tiên vào năm 1093. Nhờ vị trí giao thương chiến lược, chủ yếu do gần với Yemen cũng như Ai Cập và Ấn Độ nên vương quốc nhanh chóng thu nhiều lợi nhuận thương mại. Từ giữa thế kỷ 13, Dahlak mất độc quyền thương mại và bắt đầu suy tàn. Cả hai đế chế Ethiopia và Yemen đều cố gắng thống trị vương quốc, trước khi Đế quốc Ottoman sáp nhập Dahlak vào tỉnh Habesh năm 1557.

### Nguồn gốc và lịch sử ban đầu

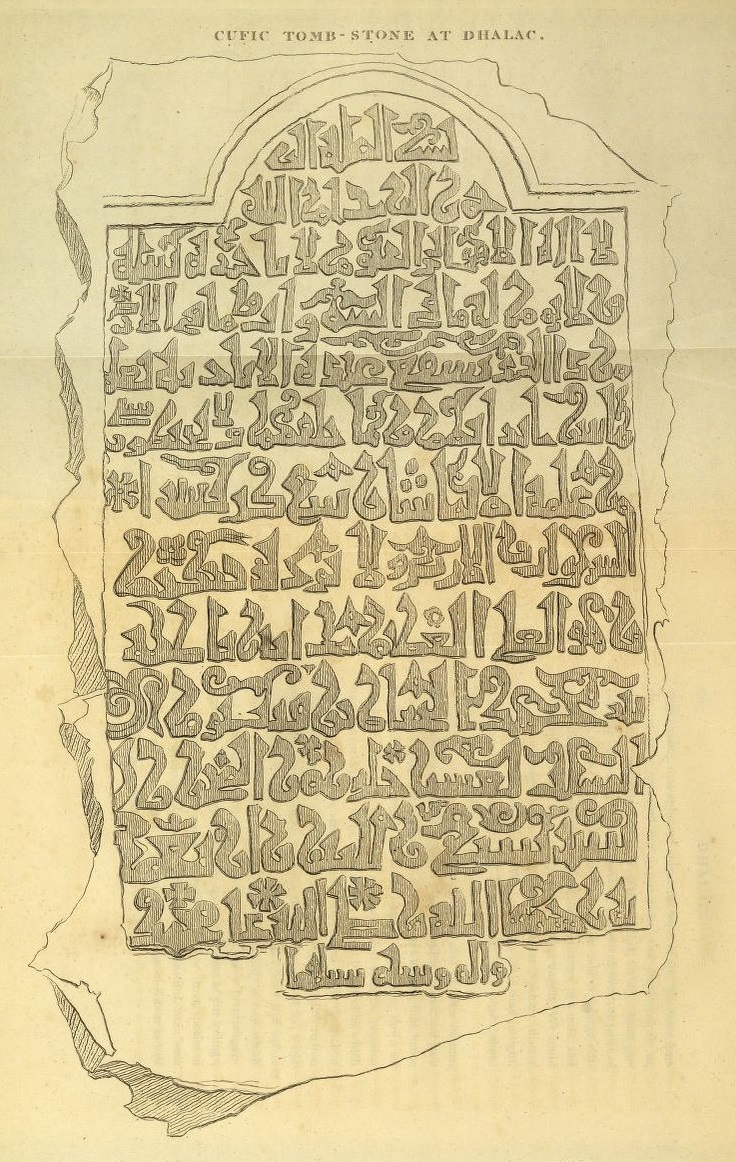
Bia mộ từ Dahlak với dòng chữ Kufi

## Dahlak Kebir

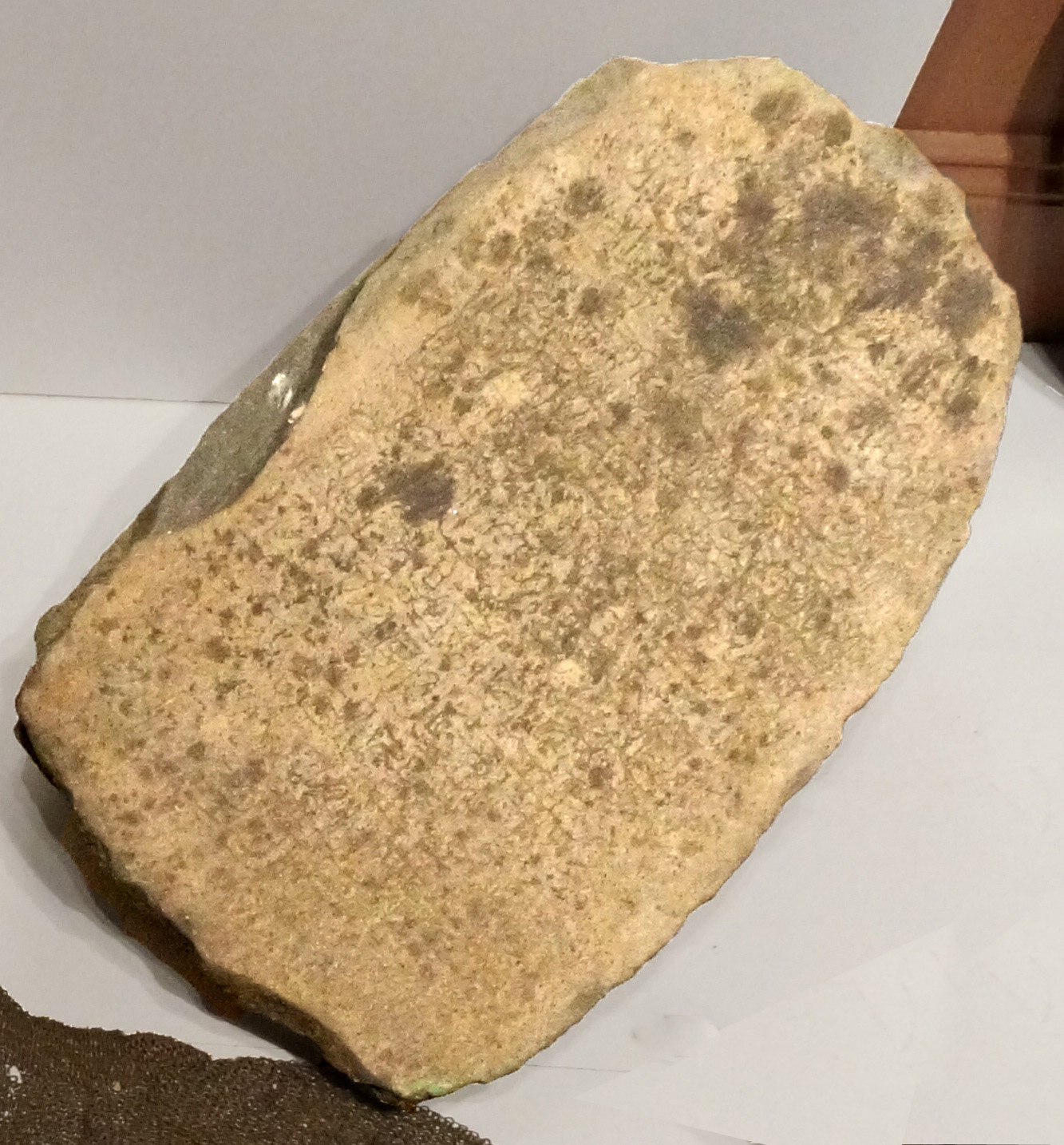
Bia mộ của sultan Ahmad, băng hà năm 1540

## Lịch sử